# Liste der Naturschutzgebiete im Landkreis Forchheim
Im Landkreis Forchheim gibt es fünf Naturschutzgebiete. Zusammen nehmen sie eine Fläche von 444 Hektar ein. Das größte Naturschutzgebiet ist das 1996 eingerichtete Naturschutzgebiet Langenbachgrund und Haarweiherkette.
| Name                                         | Bild | Kennung                   | Einzelheiten | Position | Fläche Hektar | Datum |
| -------------------------------------------- | ---- | ------------------------- | --- | -------- | ------------- | ----- |
| Büg bei Eggolsheim                           |      | NSG-00642.01 WDPA: 329314 | Eggolsheim Sandterrasse der Regnitz mit angrenzendem Altwasser. | ⊙        | 65,70         | 2004  |
| Ehrenbürg                                    |      | NSG-00321.01 WDPA: 162874 | Forchheim Zeugenberg mit hervorragender landschaftlicher Schönheit und Eigenart am Westabfall der Nördlichen Frankenalb mit wärmeliebenden Laubwäldern, Gebüschen, Halbtrocken- und Trockenrasen sowie Felsbandgesellschaften. | ⊙        | 161,44        | 2001  |
| Langenbachgrund und Haarweiherkette          |      | NSG-00512.01 WDPA: 164350 | Willersdorf Teichketten mit angrenzenden Wiesen. Landkreis Forchheim = 142,14 ha Landkreis Erlangen-Höchstadt = 0,03 ha | ⊙        | 142,14        | 1996  |
| Laubmischwald am Hetzleser Berg              |      | NSG-00317.01 WDPA: 164390 | Hetzles Naturnahe und artenreiche Laubmischwaldbestände und von diesen eingeschlossene Kalkflachmoorbereiche mit der für diese Lebensräume typischen Pflanzen- und Tierwelt.                                                   | ⊙        | 17,39         | 1987  |
| Naturwaldreservat Eibenwald bei Gößweinstein |      | NSG-00109.01 WDPA: 82212  | Gößweinstein Naturnaher Buchenhangwald mit größtem Vorkommen der Eibe (Taxus baccata L.) in Oberfranken. | ⊙        | 32,03         | 1978  |
| Legende für Naturschutzgebiet                |      |                           | |          |               |       |